# چای‌هان (قونیه)
چای‌هان (به ترکی استانبولی: Çayhan) یک منطقهٔ مسکونی در ترکیه است که در ارغلی واقع شده‌است. چای‌هان ۱٬۹۳۸ نفر جمعیت دارد و ۱٬۲۸۵ متر بالاتر از سطح دریا واقع شده‌است.